# سامر مورتیمر
سامر مورتیمر (به انگلیسی: Summer Mortimer) (زادهٔ ۲۲ آوریل ۱۹۹۳) شناگر اهل کانادا است.